# 郭振昌
郭振昌（1949年—），臺灣藝術家，為臺灣當代藝術代表性人物之一。初期風格以抽象形式描繪人體為主，變形的人體線條與器官是其特色。1980年代之後發展出線條書寫的輪廓，1990年代風格漸趨以批判性、社會觀察為主軸，2000年後則利用虛幻的真實來反諷、隱喻社會中虛偽的現象。他擅長用線性語彙來詮釋、褒貶社會現象，揭露並挑戰社政紛擾與文化現象。個展、聯展逾140場次，地點遍及日本、美國、韓國、臺灣等。

## 習畫歷程
郭振昌1949年出生於臺灣彰化鹿港。 就學時不顧家人反對堅持學畫，高中一年級時加入李仲生畫室，畢業后就讀文化學院（今文化大學）美術系，於美術系一年級時即舉辦首次個展。但因七○年代時，臺灣整體社會經濟條件欠佳，而習畫花費昂貴家庭經濟無法負擔，大學畢業後並未立即成為藝術家。80年代初期，郭振昌先於秋雨印刷股份有限公司任職，期間適逢臺灣媒體印刷、出版產業快速發展，對應於當時流行的美國普普藝術概念。郭振昌於1989年離開秋雨印刷股份有限公司後，始擔任全職藝術家。其成長背景融合臺灣本土、中國傳統、日本、以及西方現代等文化，為戰後第一代藝術家，作品獲國立臺灣美術館、臺北市立美術館、高雄市立美術館及日本原美術館等收藏。

## 作品分期

### 1970年代
受李仲生藝術觀點與精神分析理論的影響，風格以抽象形式描繪人體，變形的人體線條與器官是此時期的特色。1976年至1977年間，郭振昌申請並獲得美國亞洲基金會的獎助，進行台灣田野調查工作，深入了解台灣文化、社會、美學及民間藝術，田野調查的經歷，他將之運用並轉化在作品中。

### 1980年代
作品靈感受漢代繪畫的影響，發展出黑色線描風格，創造出「東方」的藝術美學。在創作手法上，加入了立體主義藝術家畢卡索的拼貼技法，在作品中出現了對比性、矛盾性，捨棄和諧的視覺效果。

### 1990年代
此時期畫風傾向東方線條、西方抽象、傳統與現代，陸續於新的個展中發表新作，並增加台灣文化圖像與宗教符號，如「八家將」臉譜，結合臺灣當代社會文化議題。此時期的作品內容帶有批判性，諷刺台灣的政治、社會、宗教與文化現象。視覺表現上試圖在畫布與畫框上創造衝突美學。此時期亦透過立體拼貼的手法，運用現成物予以系統化，形成獨特的視覺語言。

### 2000年代
進一步利用虛幻的真實來反諷、隱喻社會中虛偽的現象。如2003年「偶然與巧合」展覽，將通俗的造形語言及其原本直接而單純的語意，經過翻轉與重新演繹之後，集組成為一套個人圖像學及語意系統。

### 2010年代
除了延續以往的圖像與風格外，在構圖上增加了空間的縱深，並使用了壓克力顏料和西畫技法，以擬仿水墨風格的山水來呈現不同的風景。

## 展覽

### 個展
- 2021 《從何開始—起動》，赤粒藝術，臺北，臺灣

- 2020 《之前．之後》，耿畫廊，臺北，臺灣

- 2016 《圖騰臺灣》，國立彰化生活美學館 ，彰化，臺灣

- 2015 四月，五月，六月，七月，八月，《向年輕人致敬》，愛力根畫廊，今藝術，臺北，臺灣

- 2010 《浮動．影子》，愛力根畫廊，臺北，臺灣

- 2009 《2008年前後 ─ 浮動》，亞洲藝術中心，臺北，臺灣

- 2008 《郭振昌臺灣當代創作記史》，威廉當代藝術空間，臺北，臺灣

- 《圖騰與禁忌》，臺北市立美術館，臺北，臺灣。

- 《漂亮》，大趨勢畫廊，臺北，臺灣

- 2005 《18羅漢》，大趨勢畫廊，臺北，臺灣

- 2003 《偶然與巧合》，大趨勢畫廊，臺北，臺灣

- 2001 圖騰與禁忌，臺北國際藝術博覽會，臻品藝術中心，臺北，臺灣

- 2000 《從當下切入（1996–2000） 聖臺灣》，誠品畫廊，臺北，臺灣

- 《關於臉》，大未來畫廊，臺北，臺灣 (非池中)

- 1999 《聖臺灣．繪畫日記100天》，臻品藝術中心，臺中，臺灣

- 1998 《聖臺灣》，愛力根畫廊，臺北，臺灣

- 1997 《郭振昌 '87–'97編年展》，臻品藝術中心，臺中，臺灣

- 1996 《郭振昌 '95–'96記事》，大未來畫廊，臺北，臺灣

- 1995 《混合印象展》，阿普畫廊，高雄，臺灣

### 聯展
- 2019 《藝時代崛起 ─ 李仲生與臺灣現代藝術發展》，國立臺灣美術館，臺中，臺灣

- 2015 《意教的藝教 ─ 李仲生的創作及其教學》，中華文化總會文化空間，臺北，臺灣

- 《藝術家40年，與時共舞，臺灣當代美術》，高雄市立美術館，高雄，臺灣

- 《現狀與未來》，小畫廊，高雄，臺灣

- 2014 《風化再現：宜蘭美展三十年》，宜蘭，臺灣

- 第28屆亞洲國際美術展覽會，金門，臺灣

- 2013 《凝視自由：臺灣當代藝術展》，國立臺灣美術館主辦，依弗迪納當代美術館，塞爾維亞

- 《從顛覆真實到創造真實 解嚴以後的臺灣當代藝術》，亞洲大學現代美術館，臺中，臺灣

- 《臺灣50現代畫展第三展》，築空間，臺北，臺灣

- 《臺灣美術家『刺客列傳』1941–1950 ─ 三年級生》，國立臺灣美術館，臺中

- 《轉動藝臺灣》，國立臺灣美術館策展，首爾市立美術館，首爾，韓國

- 《美麗臺灣 ─ 臺灣近現代名家經典作品展》，中國美術館，北京

- 2012 《國美無雙 II ─ 館藏精品常設展》，國立臺灣美術館，臺中，臺灣

- 《臺灣當代．玩古喻今》，臺北市立美術館，臺北，臺灣

- 2010 《複語．腹語 ─ 臺灣當代藝術展》，國立臺灣美術館，臺中，臺灣；韓國光州市立美術館，光州，韓國

- 2009 《藝有所思 ─ 鳳甲美術館現當代藝術藏品選展》，鳳甲美術館，臺北，臺灣

- 《講．述 ─ 2009海峽兩岸當代藝術展》，國立臺灣美術館，臺中，臺灣；中國美術館，北京，中國

- 2008 第二屆紐約亞洲當代藝術博覽會 ─《世說新解》特展，國立臺灣美術館主辦，駐紐約臺北經濟文化辦事處臺北文化中心，紐約，美國

- 《臺灣美術雙年展 ─ 家》，國立臺灣美術館，臺中，臺灣

- 臺北國際藝術博覽會，亞洲藝術中心，臺北，臺灣

- 《沉積 ─ 新東方精神展》，亞洲藝術中心，北京，中國

- 《親潮 ─ 兩岸架上繪畫新流向》，關渡美術館，臺北，臺灣

- 橋藝術博覽會，亞洲藝術中心，紐約，美國

- 《浮動》，鳳甲美術館，臺北，臺灣

- 《泡沫紅茶：臺灣藝術．當代演繹》，國立臺灣美術館主辦，國立莫拉維亞美術館，布爾諾，捷克

- 2007 上海藝術博覽會國際當代藝術展，上海藝術展覽中心，上海，中國

- 藝術北京當代藝術博覽會，北京全國農業展覽館，北京，中國

- 亞洲藝術雙年展，國立臺灣美術館，臺中，臺灣

- 《臺灣美術與社會脈動2 ─ 寶島曼波》，高雄市立美術館，高雄，臺灣

- 2006 《臺灣當代藝術特展 ─ 巨視 • 微觀 • 多重鏡反》，國立臺灣美術館，臺中，臺灣

- 《臺灣美術發展1950–2000》，中國美術館，北京，中國

- 2005 《臺灣具象繪畫》，臺北市立美術館，臺北，臺灣

- 《臻品十五週年『時間中的動作』》，臻品畫廊，臺中，臺灣

- 《蓬萊圖鑑 ─ 世紀末臺灣歷史意象》，大趨勢畫廊，臺北，臺灣

- 《立異 ─ 九零年代臺灣美術發展》，臺北市立美術館，臺北，臺灣

- 2004 《開新 ─ 八零年代臺灣美術發展》，臺北市立美術館，臺北，臺灣

- 《正言世代：臺灣當代視覺文化》，臺北市立美術館主辦，康乃爾大學強生美術館，紐約，美國

- 臺北國際畫廊博覽會，大趨勢畫廊，臺北華山特區，臺北，臺灣

- 2003 《臻品十三週年『渡十三─ 不變、瞬變、潛變』》，臻品畫廊，臺中，臺灣

- 2002 第一屆中國三年展，廣州藝術博物院，廣州，中國

- 2001 《航向新世紀 ─ 大趨勢開幕展》，臺北，臺灣

- 《從反聖像到．新聖像：後解嚴時期的臺灣當代藝術》，誠品畫廊，臺北，臺灣；文建會紐文中心臺北畫廊，紐約，美國

- 《臺北現代畫展》，上海市立美術館，上海，中國

- 2000 《深耕．臺北鳳甲美術館周年特展（貳）》，鳳甲美術館，臺北，臺灣

- 《經過 ≧ 存在．手稿與創作展》，臻品畫廊，臺中，臺灣

- 1999 《臺灣美術與社會脈動（1900–1999）》高雄市立美術館，高雄，臺灣

- 《複數元的視野 ─ 臺灣當代美術 1988–1999》，山美術館，高雄，臺灣；中國美術館，北京，中國

- 《局部灌漿 ─ 冷熱交替的文化成型作用》，帝門藝術基金會主辦，山美術館，高雄，臺灣

- 《歷玖彌新 ─ 臺灣美術進化論》，臻品畫廊，臺中，臺灣

- 1998 《意象臺灣 ─ 當代藝術展》，高雄市立美術館，高雄，臺灣

- 《兩岸新聲．當代畫語》，國立臺灣藝術教育館，臺北，臺灣

- 1997 《臺北現代畫展》，國父紀念館，臺北，臺灣

- 《堅持與延續》，臻品畫廊，臺中，臺灣

- 《意象臺灣 ─ 當代藝術展》，高雄市立美術館主辦，西法蘭德斯省美術館，奧斯坦德，比利時

- 1996 《臺北現代畫展》，上海市立美術館，上海，中國

- 《臺灣的傳承與展望》，漢雅軒畫廊，臺北，臺灣

- 《發現臺灣美術的新力量》，臻品畫廊，臺中，臺灣

- 《臺灣當代藝術展》，臺北市立美術館，臺北，臺灣

- 1995 《臺灣現代繪畫大展》，臻品畫廊，臺中，臺灣

- 《臺灣當代藝術展》，臺北市立美術館主辦，雪梨當代美術館，雪梨，澳洲

- 《1995 文化大展》，印象畫廊，臺北，臺灣

- 1994 《臺北現代畫展》，曼谷國家畫廊，曼谷，泰國

- 《普普在臺灣》，帝門藝術中心，臺北，臺灣

- 《第八屆亞洲國際美術展覽會》，國立歷史博物館，臺北，臺灣

- 《帝門基金會典藏展》，帝門藝術中心，臺北，臺灣

- 中華民國畫廊博覽會，臺北，臺灣

- 《1994文化大展》，印象畫廊，臺北，臺灣

- 1993 《人形 • 人性展》，阿普畫廊，臺北，臺灣

- 國際畫廊博覽會，香港

- 1993 《臺灣美術新風貌 1945–1993》，臺北市立美術館，臺北，臺灣

- 中華民國畫廊博覽會，臺中，臺灣

- 《臺灣 ’90s 新觀念族群》，漢雅軒畫廊，臺北，臺灣

- 《當代探尋 ─ 試選十件未來美術大作展》，愛力根畫廊，臺北，臺灣

- 《1993 當代藝術博覽會 NIKAF》，橫濱，日本

- 《第三代精英 ─ 風格展》，亞洲藝術中心，臺北，臺灣

- 《迎新特展》，阿普畫廊，高雄、臺北，臺灣

- 1992 中華民國畫廊博覽會，臺北，臺灣

- 愛力根畫廊，臺北，臺灣

- 臺北阿普畫廊開幕首展，阿普畫廊，臺北，臺灣

- 現代畫廊，臺中，臺灣

- 國際畫廊博覽會，香港

- 新生態藝術中心，臺南，臺灣

- 《第七屆亞洲國際美術展覽會》，默笛卡大廈，萬隆，印尼

- 《K18群星會展》，卡塞爾大學K18大廳，卡塞爾，德國

- 《第六屆亞洲國際美術展覽會》，福岡市美術館，福岡，日本

- 1991 玄門藝術中心開幕首展 ，玄門藝術中心，臺北，臺灣

- 《91' 臺灣當代繪畫趨向展》，悠閒藝術中心，臺北，臺灣

- 《吳昊 • 郭振昌 • 顧重光三人展》，皇冠藝文中心，臺北，臺灣

- 《亞細亞國際美展》，東京上野之森美術館，東京，日本

- 1990 《第五屆亞洲國際美術展覽會》，國立美術館，吉隆坡，馬來西亞

- 皇冠藝文中心，臺北，臺灣

- 《從傳統到創新》永漢畫廊，臺北，臺灣

- 1989 《臺北訊息展》，原美術館，東京，日本

- 洛杉磯藝術中心畫廊，洛杉磯，美國

- 《第一屆當代藝術發展研討會作品展》，國立歷史搏物館，臺北，臺灣

- 《第四屆亞洲國際美術展覽會》，市立美術館，漢城，韓國

- 1988 《第三屆亞洲國際美術展覽會》，國立美術館，福岡，日本

- 1987 《中華民國當代繪畫展》，韓國國立現代美術館，首爾，韓國

- 《第二屆亞洲國際美術展覽會》，國立歷史搏物館，臺北，臺灣

- 1986 《第二屆中韓現代繪畫交流展》，臺北縣立文化中心，臺北，臺灣

- 《中華民國現代繪畫新貌展》，國立歷史博物館 臺北，臺灣

- 《臺北現代畫聯展》，環亞藝術中心 臺北，臺灣

- 《臺北現代畫香港大展》，香港藝術中心，香港

- 《中韓現代繪畫交流展》，寬勳美術館，首爾，韓國

- 1985 《中菲現代畫聯展》，環亞藝術中心，臺北，臺灣

- 1977 《陳庭詩 • 郭振昌聯展》，美國新聞處，臺北，臺灣

- 1974 聚寶盆畫廊聯展，臺北，臺灣

- 1973 鴻霖畫廊版畫聯展，臺北，臺灣[14]

## 獲獎
郭振昌曾獲美國「亞洲基金會」（The Asia Foundation）的獎助，协助其於臺灣民間各地進行傳統手工藝的田野調查。